# 國家安全警備總署
國家安全警備總署（葡萄牙語：Polícia Internacional e de Defesa do Estado），亦稱國際及衛國警察，國家防衛國際警察或國防暨國際警察，是一個在由安東尼奧·德·奧利維拉·薩拉查所領導的一黨專政新國家政權時期所存在的葡萄牙情報部門。其對外宣稱的職能為邊境管制和行使維護國家安全，即情報機構職能。然而，該部門所發揮的祕密警察職能卻廣為人知。
該部門的歷史可以追溯到依1933年8月所簽發之22992號法令所成立之國家情報與安全警察。該部門是由之前的葡萄牙國際警察以及葡萄牙政治與社會防衛警察合併而來。國家情報與安全警察在1945年的時候變成了國家安全警備總署。而在1968年時國家安全警備總署變更為最高安全指導局，直至1974年康乃馨革命後解散為止。 而其海外分部雖然以"軍事情報警察"存續過一段時間，但也在1975年終止運行。
國家安全警備總署的葡萄牙語縮寫PIDE雖然僅在1945至1969年間使用，往後的新國家時期的情報部門也被稱作PIDE。歷史上也用過PIDE/DGS作為該機構的簡稱。葡萄牙憲法293條關於此機構的轉型正義條款中就使用了PIDE/DGS縮寫指代該機構。
該機構在西班牙內戰時即以秘密警察性質聞名。其他的還包括第二次世界大戰和葡萄牙殖民地戰爭的反間諜行動。

## 歷史

### 國家情報與安全警察
1933年安東尼奧·德·奧利維拉·薩拉查所領導的一黨專政新國家政權開始運作的時候國家安全警備總署的前身，國家情報與安全警察（葡萄牙語：Polícia de Vigilância e de Defesa do Estado，PVDE）亦同時成立。該機構下屬兩個附屬機構：
- 社會與政治防衛部門：專門針對所謂"在政治上或社會層面上構成威脅的罪行"（參見審查）
- 國際部門：入境管制，驅逐當局的"不受歡迎人士"並執行反情報與滲透任務。

該部門是由奧古斯丁諾·羅倫佐所創建並領導。根據道格拉斯·維勒教授的分析，"羅倫佐在該情報機構的設計上很大程度受到英國方面的影響。" 而他的親英路線也使得他在1956年時得以獲得軍情六處的幫助成為國際警察的領導人。
1936年該機構的直屬監獄塔拉法爾監獄在葡萄牙殖民地佛得角建成。被政權認定為危險的政治犯們通常在此被關押。在關押的第一批犯人中有參與1936年海軍叛變的士兵們。這些士兵們參加了共產黨，企圖將兩艘軍艦從葡萄牙開往西班牙參加共和國陣營的戰鬥。在新國家政權時代的四十年以上的歷史中，有共計三十二名囚犯死於此地。顯著的原因是由於獄中的酷刑。
1936年, 由於西班牙內戰的爆發以及部分叛亂人士企圖暗殺薩拉查未果, 國家情報與安全警察將工作重心轉移至對付共產主義和地下的葡萄牙共產黨.

### 國家安全警備總署
1945年國家情報與安全警察解散，取而代之的是國家安全警備總署。與其前身在中後期受到蓋世太保的影響不同,新機構大部分的設計來源於倫敦蘇格蘭場。鑒於其定位與司法警察相同, 國家安全警備總署擁有完全實施調查, 監禁和逮捕任何一名被政權認為對國家安全造成威脅或是被認為策畫"顛覆"新國家政權陰謀的人士. 其主要功能為:
- 行政管理功能(包括入境管理相關)
- 防範與打擊犯罪。

國家安全警備總署被許多作家認為是歷史上最具效率的情報機關之一. 其廣泛於當時葡萄牙本土和海外殖民地的臥底小組網絡幾乎把所有的地下政治組織滲透完，包括葡萄牙共產黨以及安哥拉和莫三比克獨立運動。國家安全警備總署當時也金錢以及其他方面的利益來鼓勵公民之間的互相監視和告密。以上的措施使得整個警備總署能夠大面積地、深層次地去監控公民生活的每一個細節。
國家安全警備總署在葡萄牙殖民地戰爭中大量增加自身的情報蒐集活動.為此該機構建立了一個名為弓箭之頭的準軍事化組織來執行其任務. 雅非·戛林·賽拉克, 法國阿爾及利亞獨立戰爭時期親殖民主義準軍事化組織秘密軍團的創建人,在葡萄牙設立雅貞塔通訊社(實質上是一個掩護)並且參與到多數的秘密行動當中.

### 最高安全指導局
1969年馬爾塞洛·達斯內維斯·阿爾維斯·卡丹奴發布49400號法令將國家安全警備總署整編為最高安全指導局。薩拉查的逝世和卡丹奴的繼任,使葡萄牙政府為應付不斷增多的反對審查制度的騷亂、曠日持久的殖民地戰爭, 和對民權做出的廣泛限制的解除而做出了部分民主化的努力。這樣的變化雖使得情報工作減少了暴力成分, 但是也減低了其執行效果。

## 國家安全警備總署/最高安全指導局的終結
1974年, 國家安全警備總署/最高安全指導局在康乃馨革命中作為最後一個據點被政變軍官與相關人士佔領,其長達數十年的本土運作也宣告終結。与此同時，大量前探員出逃至鄰近的西班牙，然而他們大部分人均被捉捕回國。
國家安全警備總署/最高安全指導局在清理完畢後仍舊在海外地區以軍事情報警察的身分運作。在其後的數年中，葡萄牙由於薩拉查時代的陰影，使其有數年時間沒有任何類型的國家安全情報組織，直到1980年葡萄牙在土耳其的大使館遭到襲擊、1983年一位巴勒斯坦解放組織代表在社會黨國際大會上被暗殺，以及一連串由各種極左和極右翼組織所發動的零星襲擊之後之後，葡萄牙才開始重新組建新的情報機構，即葡萄牙共和國情報系統。1990年國家安全警備總署/最高安全指導局的剩餘的文件被全數轉交到葡萄牙國家檔案館。

## 以該機構以及所處時代為背景所創作的文學作品與電影

### 電影
- 四月隊長（英语：April Captains）
- 里斯本夜車(電影)（英语：Night Train to Lisbon (film)）

### 文學作品
- 里斯本夜車

### 外文資料
- ALEXANDRE, Manuel; CARAPINHA, Rogério; NEVES, Dias (coord.). PIDE, a história da repressão. 3.ª ed., Fundão, Jornal do Fundão, 1974.
- CAMPOS, J. M. (sob a dir. de GIL, L. Pereira e com a colaboração de HEITOR, J.). Opressão e repressão: Subsídios para a história da PIDE. 2 vols., Lisboa, Amigos do Livro, 197?.
- CASACO, António Rosa.[2] Servi a Pátria e acreditei no regime. S. l., ed. do autor, 2003. ISBN 972-9880-9-1.
- CASTRO, Raul (prefácio). O último dia da PIDE: 26 de Abril no Porto. Porto, Movimento Democrático, 1974.
- GOUVEIA, Fernando.[3] Memórias de um inspector da P.I.D.E.: 1. A organização clandestina do P.C.P. 2.ª ed., Lisboa, Edições Roger Delraux, 1979
- MATEUS, Dalila Cabrita. A PIDE/DGS na guerra colonial: 1961-1974. Lisboa, Terramar, 2004. ISBN 978-972-710-369-0.
- PIMENTEL, Irene Flunser. A história da PIDE. Lisboa, Círculo de Leitores, 2007.
- PORTUGAL, Instituto dos Arquivos Nacionais - Torre do Tombo. O arquivo da PIDE/DGS na Torre do Tombo: guia da exposição. Lisboa, Instituto dos Arquivos Nacionais - Torre do Tombo, 1977.
- Repórter Sombra, pseudónimo. Dossier P.I.D.E., os horrores e crimes de uma «polícia». Lisboa, Agência Portuguesa de Revistas, 1974.
- RIBEIRO, António S., Organização Superior de Defesa Nacional, Prefácio, 2004
- RIBEIRO, Maria da Conceição Nunes de Oliveira. A polícia política no Estado Novo, 1926-1945. Lisboa, Estampa, 1995. ISBN 972-33-1154-2.
- SANTOS, Bruno Oliveira. Histórias secretas da PIDE-DGS: entrevistas com Cunha Passo, Abílio Pires, Óscar Cardoso, Diogo Albuquerque.[4] 2.ª ed., Lisboa, Nova Arrancada 2001. ISBN 972-8369-40-9.
- SOARES, Fernando Luso. PIDE-DGS, um Estado dentro do Estado. Lisboa, Portugália, 197?
- VASCO, Nuno. Vigiados e perseguidos: documentos secretos da P.I.D.E./D.G.S. Amadora, Bertrand, 1977.

### 外文連結
- 25 de Abril de 1974: o dia em que a PIDE matou[] – Artigo em Escavar em Ruinas (blog)
- «Voltaria a ser da PIDE» –“Rosa Casaco ao Expresso” (a Pide e o 25 de Abril), artigo, Julho de 2006
- （页面存档备份，存于）

1. ↑   (PDF).   [2015-12-24]. （原始内容存档 (PDF)于2014-08-23）.
2. ↑  António Rosa Casaco foi agente da PIDE e da DGS
3. ↑  Fernando Gouveia foi agente da PIDE e da DGS
4. ↑  Excertos desta obra encontram-se publicados aqui （页面存档备份，存于）